# Lo zoo degli Irwin
Lo zoo degli Irwin (Crikey! It's the Irwins) è un programma televisivo reality australiano del 2018, che è andato in onda originalmente dal 28 ottobre 2018 al 5 febbraio 2022 su Animal Planet. La terza stagione è uscita su Discovery+ il 7 febbraio 2021. Il programma è anche andato in onda su Discovery Channel. In Italia, invece è andato in onda su K2 e Frisbee sul contenitore Family Club. È disponibile su Discovery+ anche in Italia.
Il 28 maggio 2020, il programma è stato rinnovato per una terza stagione, che è iniziata l'anno successivo, e che avrà un episodio speciale chiamato Life in Lockdown che mostra come il COVID-19 ha afflitto operazioni all'Australia Zoo l'11 luglio. La terza stagione è iniziata il 7 febbraio 2021 su Discovery+ con il primo episodio che è andato in onda anche su Animal Planet. La trasmissione televisiva della terza stagione su Animal Planet è iniziata il 5 giugno 2021. La quarta e ultima stagione è iniziata il 1 gennaio 2022.

## Trama
Il programma parla della famiglia del documentarista australiano Steve Irwin. La famiglia lavora all'Australia Zoo. Le telecamere catturano la famiglia che lavora per tutti gli animali dello zoo.

## Episodi
| Stagione | Episodi | Prima TV originale | Rete originale                               |
| -------- | ------- | ------------------ | -------------------------------------------- |
| 1        | 14      | 2018-2019          | Animal Planet                                |
| 2        | 12      | 2019               | Animal Planet                                |
| 3        | 12      | 2021               | Discovery+                                   |
| 4        | 6       | 2022               | Animal Planet                                |
| Speciali | 5       | 2019-2021          | Animal Planet, Discovery+, Discovery Channel |

### Stagione 1 (2018-2019)
| n° | Titolo originale              | Titolo italiano        | Prima TV originale |
| -- | ----------------------------- | ---------------------- | ------------------ |
| 1  | Steve's Legacy Continues      | L'eredità di Steve     | 28 ottobre 2018    |
| 2  | Tiger Eyes                    | Gli occhi della tigre  | 4 novembre 2018    |
| 3  | Giraffe Road Trip             | La giraffa             | 11 novembre 2018   |
| 4  | Robert, King Of Cobras        | Il re dei cobra        | 18 novembre 2018   |
| 5  | Bindi's Lemur Island          | L'isola dei lemuri     | 25 novembre 2018   |
| 6  | Irwin African Adventure       | Avventura africana     | 2 dicembre 2018    |
| 7  | It's a Baby Giraffe!          | Cucciolo di giraffa    | 9 dicembre 2018    |
| 8  | Robert's Baby Kangaroo        | Il cucciolo di canguro | 16 dicembre 2018   |
| 9  | Race to Save the Platypus     | L'ornitorinco          | 23 dicembre 2018   |
| 10 | Bindi & the Otters            | Le lontre              | 30 dicembre 2018   |
| 11 | Swimming With Manta Rays      | Tra le mante           | 6 gennaio 2019     |
| 12 | Pawing Terri's Heart          | Il cuore di Terri      | 13 gennaio 2019    |
| 13 | Tortoise First Date           | Primo appuntamento     | 20 gennaio 2019    |
| 14 | Steve's Croc Mission Lives On | Missione coccodrilli   | 27 gennaio 2019    |

### Stagione 2 (2019)
| n° | Titolo originale                 | Titolo italiano   | Prima TV originale |
| -- | -------------------------------- | ----------------- | ------------------ |
| 1  | Bosco the Croc's Big Move        | Il coccodrillo    | 5 ottobre 2019     |
| 2  | Robert's Python Swim             | Il pitone         | 12 ottobre 2019    |
| 3  | Road Trip Rescue                 | Uccello notturno  | 19 ottobre 2019    |
| 4  | Big Day for Baby Rhino           | Il rinoceronte    | 26 ottobre 2019    |
| 5  | Crocodile Love Story             | Love Story        | 2 novembre 2019    |
| 6  | Oscar the Grouchy Frogmouth      | Il viaggio        | 9 novembre 2019    |
| 7  | Swimming With Steve              | A nuoto con Steve | 16 novembre 2019   |
| 8  | Robert Trains a Dragon           | Drago di Komodo   | 23 novembre 2019   |
| 9  | Roberts Alligator Feeding Frenzy | L'alligatore      | 30 novembre 2019   |
| 10 | Turtles Take Flight              | Le tartarughe     | 14 dicembre 2019   |
| 11 | Robert and the Rattlesnakes      | I serpenti        | 21 dicembre 2019   |
| 12 | Bindi Says Yes                   | Bindi dice sì     | 21 dicembre 2019   |

### Stagione 3 (2021)
| n° | Titolo originale            | Titolo italiano            | Prima TV originale |
| -- | --------------------------- | -------------------------- | ------------------ |
| 1  | Australia Zoo Begins Again  | La riapertura              | 7 febbraio 2021    |
| 2  | Tiger Triplets              | Tripletta                  | 7 febbraio 2021    |
| 3  | Bushfire Rescue             | Pronto soccorso            | 14 febbraio 2021   |
| 4  | A Baby Giraffe's Tall Order | Baby giraffa               | 21 febbraio 2021   |
| 5  | Wildlife Hospital Warriors  | Guerrieri                  | 28 febbraio 2021   |
| 6  | Double Puggle               | Baby formichieri           | 7 marzo 2021       |
| 7  | Robert And Big Bad Bosco    | Bosco il coccodrillo       | 14 marzo 2021      |
| 8  | Bindi's Croc Trip Surprise  | La sorpresa di Bindi       | 21 marzo 2021      |
| 9  | Komodo Connection           | Il drago di Komodo         | 28 marzo 2021      |
| 10 | Backyard Croc Rescue        | Un coccodrillo in giardino | 4 aprile 2021      |
| 11 | Nothing Stops Bindi         | Niente ferma Bindi         | 11 aprile 2021     |
| 12 | Stormin' Norman             | I koala                    | 18 aprile 2021     |

### Stagione 4 (2022)
| n° | Titolo originale               | Titolo italiano      | Prima TV originale |
| -- | ------------------------------ | -------------------- | ------------------ |
| 1  | Robert's Great Gator Challenge | La sfida             | 1 gennaio 2022     |
| 2  | Bad Boy Bunker                 | Bunker il vombato    | 8 gennaio 2022     |
| 3  | Terri's Wonder Wallaby         | Emergenza wallaby    | 15 gennaio 2022    |
| 4  | The Puggle Struggle            | Koala in crisi       | 22 gennaio 2022    |
| 5  | Tiny but Poisonous             | Piccole ma velenose  | 29 gennaio 2022    |
| 6  | Grace's Garden                 | Il giardino di Grace | 5 febbraio 2022    |

### Speciali (2019-2021)
| n° | Titolo originale        | Titolo italiano | Prima TV originale |
| -- | ----------------------- | --------------- | ------------------ |
| 1  | Crikey! It's A Lookback |                 | 5 ottobre 2019     |
| 2  | Bindi's Wedding         |                 | 18 aprile 2020     |
| 3  | Life In Lockdown        |                 | 11 luglio 2020     |
| 4  | Crikey! It's A Baby     |                 | 25 aprile 2021     |
| 5  | Crikey! It's Shark Week |                 | 11 luglio 2021     |